# Pekka Haavisto
Pekka Olavi Haavisto (Helsinki, 23 maart 1958) is een Finse politicus van de groene politieke partij Groene Liga. Namens zijn partij was hij van 6 juni 2019 tot 20 juni 2023 minister van Buitenlandse Zaken in de Finse regering. Hij was eerder minister van Milieu (1995-1999) en minister van Internationale Ontwikkeling (2013-2014). In 2012 en 2018 deed Haavisto als eerste homoseksuele politicus mee aan de Finse presidentsverkiezingen.

## Biografie
Haavisto werd in 1987 voor de eerste keer gekozen als vertegenwoordiger in de Eduskunta. Tussen 1993 en 1995 was hij partijvoorzitter van de Groene Liga. In 1995 trad Haavisto af als partijvoorzitter vanwege zijn benoeming tot minister van Milieu in het eerste kabinet van premier Paavo Lipponen. Hij was in 1995 de eerste minister in Europa die afkomstig was van een groene politieke partij. Lipponen bleef tot 1999 aan als minister van Milieu.
Tussen 1999 en 2005 was Haavisto werkzaam voor de Verenigde Naties. Hij gaf leiding aan het VN-Milieuprogramma in Kosovo, Afghanistan, Irak, Liberia, Palestina en Soedan. Haavisto coördineerde eveneens het VN-onderzoek naar de effecten van verarmd uranium in Kosovo, Montenegro, Servië en Bosnië en Herzegovina en het VN-onderzoek naar de dambreuk bij Baia Mare in Roemenië. Na zijn vertrek bij de Verenigde Naties was hij werkzaam als speciale vertegenwoordiger van de Europese Unie in Soedan. In deze functie was Haavisto betrokken bij de vredesbesprekingen in Darfur. 
In 2007 werd Haavisto opnieuw gekozen als vertegenwoordiger in de Eduskunta. Vier jaar later werd hij genomineerd tot presidentskandidaat van de Groene Liga bij de Finse presidentsverkiezingen van 2012. In de eerste ronde op 22 januari 2012 verwierf Haavisto 18,8 procent van de stemmen en eindigde met deze uitslag op de tweede plaats. De tweede ronde vond plaats op 5 februari van dat jaar. Haavisto verwierf meer dan één miljoen stemmen (37,4 procent), maar verloor van zijn tegenstander Sauli Niinistö. In 2018 stelde Haavisto zich opnieuw kandidaat voor het presidentschap, maar Niinistö werd al in de eerste ronde herkozen.
In november 2018 werd Haavisto opnieuw benoemd tot partijvoorzitter van de Groene Liga. Acht maanden later trad hij af vanwege zijn benoeming tot minister van Buitenlandse Zaken in het kabinet van premier Antti Rinne. Onder Haavisto's bewind trad Finland in april 2023 toe tot de NAVO. Hij bleef zijn functie bekleden tot het aantreden van het kabinet-Orpo in 2023. In datzelfde jaar gaf hij aan zich kandidaat te stellen voor de presidentsverkiezingen van 2024.
- Gemeinsame Normdatei: 1176682229
- International Standard Name Identifier: 0000 0000 3240 5329
- Library of Congress Control Number: n79020502
- Nationale Bibliotheek van Polen: a0000003216026
- Virtual International Authority File: 6203146
- WorldCat: E39PBJkp7QKJvm4BKPqBjQcQMP